# Лезиньяно-де-Баньи
Лезиньяно-де'-Баньи (итал. Lesignano de' Bagni) —  коммуна в Италии, располагается в регионе Эмилия-Романья, в провинции Парма.
Население составляет 4363 человека (2008 г.), плотность населения составляет 93 чел./км². Занимает площадь 47 км². Почтовый индекс — 43037. Телефонный код — 0521.
Покровителем коммуны почитается Архангел Михаил.

## Демография
Динамика населения:

## Администрация коммуны
- Официальный сайт: http://www.comune.lesignano-debagni.pr.it